# Noemí Galera
Noemí Galera Nebot (Barcelona, España, 2 de febrero de 1967) es productora de televisión y directora de casting española de Gestmusic Endemol, además de jurado en varios talent shows y en la actualidad, directora de la academia Operación Triunfo.

## Biografía
Noemí Galera nació en Barcelona el 2 de febrero de 1967; comentó en una ocasión que tiene familia andaluza y valenciana pero se desconocen en su totalidad sus antecedentes familiares y si dispone de alguna titulación académica reglada. Actualmente es directora de casting de Gestmusic Endemol, donde ha dirigido los castings de las ediciones de Operación Triunfo (de las cuales ejerció también las labores de subdirección y algunas ediciones participó también como jurado del programa), de Eurojunior y ¡Tu gran día!, para TVE, Lluvia de estrellas para Antena 3, Allá tú para Telecinco, Amor a primera vista para TV3 y Top Gamers Academy para Neox entre otros muchos.
Además, ha dirigido numerosos programas: Un siglo de canciones, 2000 canciones y Nuestras canciones para Canal 9, 100 anys de cançons para TV3 y Tu gran día para TVE, entre otros.
También ha codirigido los siguientes espacios, todos para TVE: Todos con Ramón: Operación Eurovisión; Vicente, Ramón, Miguel y Davinia: Operación Eurovisión; La historia: Destino Eurovisión; Generación OT; Operación Eurovisión-2003; Ainhoa Cantalapiedra y amigos; Manuel Carrasco y amigos y Beth y amigos.
Ha sido parte del jurado de las ediciones de Operación Triunfo de 2005, 2006, 2008, 2009 y 2011, además de en Operación Tony Manero y Tú sí que vales.
En 2013 participó en El número uno como directora de castings seleccionando las canciones para los concursantes de este programa.
En 2014 retoma su puesto como jurado esta vez en ¡Mira quién baila! evaluando las actuaciones de los diferentes bailarines de la novena edición del formato de La 1. Sus otros compañeros del jurado son Ángel Corella, Norma Duval y Miguel Ángel Rodríguez.
Desde el 16 de octubre de 2016 al 31 de octubre de 2016 presenta OT: El reencuentro con Manu Guix, coincidiendo con los concursantes de primera edición de Operación Triunfo.
A partir de marzo de 2017 se puso al frente del casting de Tu cara no me suena todavía, la versión de anónimos de Tu cara me suena, en Antena 3.
Considerada como una profesional con gran criterio dentro del medio, se encarga de dirigir durante varios meses toda la etapa de cástines de la nueva edición de Operación Triunfo y seleccionar a los nuevos concursantes, el 18 de julio de 2017 se supo que sería la nueva directora de la academia de Operación Triunfo, programa que se emitió desde finales de octubre en La 1 de TVE. Participa en Operación Triunfo 2020 como directora y profesora de la academia
En el año 2019 participó como jurado en el concurso La mejor canción jamás cantada.
En 2020 se publica en YouTube un programa piloto de Gestmusic Endemol denominado Burradas, consistente en un espacio de entrevistas en un entorno rural a lomos de un burro presentado por Àngel Llácer, donde Noemí Galera es la invitada.

### Vida personal
Noemí está casada desde el año 2009 con el músico y compositor Arnau Vilà, colaborador en las producciones de Miguel del Arco y los talent shows de Gestmusic Endemol, y tienen dos hijos, Aina (2010) y Lluc (2012).
Anteriormente, estuvo casada 15 años con su expareja.

## Trayectoria

### Televisión
- Lluvia de estrellas (1995-2007) - Antena 3
- Operación Triunfo - La 1 (2001,2002,2003,2017,2018,2020), Telecinco (2005,2006,2008,2009,2011) Prime Video (2023,2025)
- Eurojunior (2003-2006) - La 1
- Operación Triunfo (2005-2023) - [La 1 - Telecinco - Prime Video]
- ¡Mira quién baila! (2005-2014) - La 1
- Allá tú (2008) - Telecinco
- Operación Tony Manero (2008) - Telecinco
- Tú sí que vales (2008-2009) - Telecinco
- Cántame una canción (2010) - Telecinco
- El número uno (2012-2013) - Antena 3
- Mi casa es la tuya (2016) - Telecinco
- OT: El reencuentro (2016) - La 1
- Tu cara no me suena todavía: Los castings (2017) - Antena 3
- La mejor canción jamás cantada (2019) - La 1
- Top Gamers Academy (2020) - Neox
- Burradas (2020). Programa piloto de Gestmusic Endemol en YouTube.